# Оу (чжуинь)

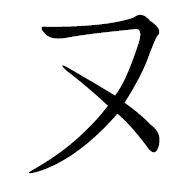

Оу — двадцать девятая буква алфавита чжуинь, графически происходит от написания 29-го иероглифического ключа Юбу (эрхуа). В составе китайского слога выступает в четырёх качествах. 
- Отдельно — «Оу»
- Финаль «Оу»
- В комбинации с медиалью «И» образует финаль «Ю».
- С инициалью «И» образует слог в русской транскрипции «Ю», но который произносится как «Йоу».

В стандартном путунхуа «оу» участвует в образовании 25-ти слогов:
| ㄡ — оу        | ㄐㄧㄡ — цзю | ㄑㄧㄡ — цю | ㄓㄡ — чжоу |
| ㄔㄡ — чоу     | ㄈㄡ — фоу   | ㄏㄡ — хоу  | ㄒㄧㄡ — сю |
| ㄖㄡ — жоу     | ㄍㄡ — гоу   | ㄎㄡ — коу  | ㄌㄧㄡ — лю |
| ㄌㄡ — лоу     | ㄇㄧㄡ — мю  | ㄇㄡ — моу  | ㄋㄧㄡ — ню |
| ㄋㄡ — ноу     | ㄆㄡ — поу   | ㄕㄡ — шоу  | ㄙㄡ — соу  |
| ㄉㄡ — доу     | ㄊㄡ — тоу   | ㄗㄡ — цзоу | ㄘㄡ — цоу  |
| ㄧㄡ — ю (йоу) |              |             |             |